# Prionyx lividocinctus
Prionyx lividocinctus là một loài côn trùng cánh màng trong họ Sphecidae, thuộc chi Prionyx. Loài này được A. Costa miêu tả khoa học đầu tiên năm 1861.